# Gentiana coronata
Gentiana coronata là một loài thực vật có hoa trong họ Long đởm. Loài này được (D.Don ex Royle) Griseb. mô tả khoa học đầu tiên năm 1845.